# Immunglobulin-Superfamilie
Die Immunglobulin-Superfamilie ist eine Gruppe von Proteinen mit teilweise Immunglobulin-artiger Aminosäuresequenz.

## Eigenschaften
Die Immunglobulin-Superfamilie ist die umfangreichste Gruppe von Oberflächenproteinen und löslichen Proteinen (765 Vertreter im menschlichen Genom) mit unterschiedlichen Funktionen. Die Familie ist nicht exakt definiert, aber die Vertreter kennzeichnen sich durch eine vergleichsweise geringe Homologie von 20 % zu Immunglobulinen (synonym Antikörper), bzw. besitzen eine Immunglobulin-artige Proteindomäne und sind an extrazellulären Protein-Protein-Interaktionen beteiligt. Die Immunglobulin-artige Domäne besteht aus 70 bis 110 Aminosäuren. Sie enthält eine bestimmte Proteinfaltung (die Immunglobulin-Faltung) aus zwei gestapelten Beta-Faltblättern aus je zwei antiparallelen Beta-Strängen (B und F). Durch die hydrophoben Aminosäuren und eine Disulfidbrücke auf der Innenseite der Faltblätter entsteht die Stapelung. Ein Ende der Immunglobulin-Faltung enthält die Complementarity-determining Region, die für die variable Bindungsspezifität von Antikörpern verantwortlich ist.
Die typische Immunglobulin-artige Proteindomäne bildet eine stabförmige Struktur. Die Immunglobulin-artigen Domänen werden in vier Gruppen unterteilt: IgV (von variable), IgC1 (von constant), IgC2 oder IgI (von intermediate). IgV-Domänen besitzen meist 9 Beta-Faltblatt-Strukturen. IgC1 und IgC2 besitzen meist 7.
Vertreter der Immunglobulin-Superfamilie sind Immunglobuline, Killer Cell Immunoglobulin-like Receptor, die meisten Fc-Rezeptoren, CD3-Rezeptor, T-Zell-Rezeptor, Myelin-Oligodendrozyten-Glykoprotein, B-Lymphozytenantigen CD19, Neurales Zelladhäsionsmolekül 1 (CD56), CD31, Siglec-3 (CD33), CD66a, CD66b, CD66c, CD66d, CD66e, CD66f, CD80, CD86, CD90, CD96 und CD155.
| Funktion                                    | Beispiele | Beschreibung |
| ------------------------------------------- | --- | ------------ |
| Antikörper und -rezeptoren                  | - Antikörper (synonym Immunglobuline): IgA IgD IgE IgG IgM - T-Zell-Rezeptor                                                 |              |
| Antigenpräsentation                         | - MHC I - MHC II - Beta-2-Mikroglobulin                                                                                      |              |
| Korezeptoren                                | - CD4 - CD8 - CD19 |              |
| Antigenrezeptor-bindende Proteine           | - CD3-γ, -δ und -ε - CD79a und CD79b                                                                                         |              |
| Kostimulatoren oder Koinhibitoren           | - CD28 - CD80 und CD86 (synonym B7-1 and B7-2)                                                                               |              |
| Rezeptoren von NK-Zellen                    | - Killer Cell Immunoglobulin-like Receptors (KIR)                                                                            |              |
| Rezeptoren von Leukozyten                   | - Leukocyte immunoglobulin-like receptors (LILR)                                                                             |              |
| IgSF CAMs                                   | - NCAMs - ICAM-1 - CD2 - Typ-IIa- und Typ-IIb-RPTPs - Junctional Adhesion Molecules (JAMs)                                   |              |
| Rezeptoren von Zytokinen                    | - Interleukin-1-Rezeptor - Colony stimulating factor 1 receptor                                                              |              |
| Rezeptoren von Wachstumsfaktoren            | - Platelet-derived growth factor receptor (PDGFR) - CD117 (SCFR, c-kit)                                                      |              |
| Rezeptor-Tyrosinkinasen/Tyrosinphosphatasen | - Tie-1 precursor - Typ IIa und Typ IIb Rezeptor-Proteintyrosinphosphatasen (RPTPs), z. B. PTPRM, PTPRK, PTPRU, PTPRD, PTPRF |              |
| Immunglobulin-Rezeptoren                    | - polymeric immunoglobulin receptor (PIGR) - die meisten Fc-Rezeptoren                                                       |              |
| Andere                                      | - CD147 - CD90 - CD7 - IgSF-2 - IgSF-3 - Butyrophiline (Btn) - Titin                                                         |              |

Herpesviren, Pockenviren und Adenoviren bilden zur Immunevasion hemmende Varianten verschiedener Vertreter der Immunglobulin-Superfamilie. Es wurden Vertreter in Bakterien gefunden, die vermutlich durch horizontalen Gentransfer aufgenommen wurden.